# Schlacht von Phaleron
1821

Walachischer Aufstand – Kalamata – Navarino – Patras – Salona – Livadeia – Lalas – Samothraki – Monemvasia – Alamana – Valtetsi – Doliana – 1. Akropolis – Gravia – Drăgășani – Grana – Vasilika (Thessaloniki) – Sculeni – Vasilika (Fthiotida) – Tripoli
1822–1824

Akrokorinth – Chalandritsa – Chios – Naoussa – Chios – Peta – Kompoti – Dervenakia – Agionori – Nauplia – 1. Missolonghi – Karpenisi – 2. Missolonghi – Kasos – Psara – Samos – Gerontas
Griechische Bürgerkriege 1823–1825
Ägyptische Intervention

Kremmydi – Andros – Sphacteria – Maniaki – Myloi – Alexandria – Kakosalesi – Kleisova – 3. Missolonghi – Kastraki – Mani – Varnakova – 2. Akropolis – Arachova – Kamatero – Phaleron
Intervention der Großmächte

Volos – Itea – Mega Spilaio – Navarino – Morea-Expedition – Chios-Expedition – Mortino – Koronisia – Petra
Seeschlachten sind in kursiv

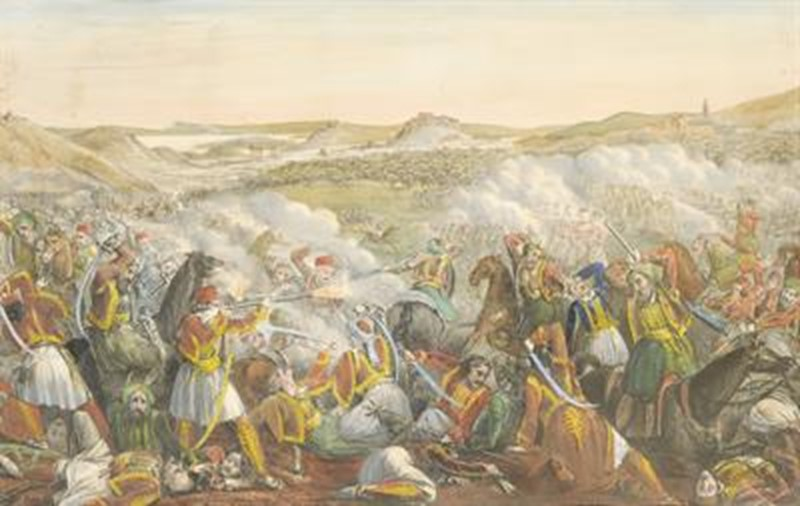
Die Schlacht von Phaleron (Analatos)

Die Schlacht von Phaleron (griechisch Μάχη του Φαλήρου) oder die Schlacht von Analatos (Μάχη του Αναλάτου) wurde am 24. April 1827Jul. zwischen der osmanischen Armee und griechischen Revolutionären ausgetragen. Die Schlacht wurde einen Tag nach dem Tod von Georgios Karaiskakis, in der Gegend von Analatos (Paleo Faliro) ausgeführt. Ziel der Schlacht war es, die Belagerung der Akropolis von Athen durch die Truppen von Reşid Mehmed Pascha zu durchbrechen und die dortigen griechischen Verteidiger zu befreien. Die Schlacht endete in der größten Niederlage der Griechen innerhalb ihres Unabhängigkeitskrieges.
Im Vorfeld der Schlacht gab es erhebliche Meinungsverschiedenheiten unter den führenden Kräften der Griechen. Der englischen Befehlshaber, Lord Thomas Cochrane, befürwortete eine direkte und frontale Konfrontation mit dem Feind, während Georgios Karaiskakis für einen Grabenkrieg plädierte. Karaiskakis war der Ansicht, dass ein langsames Vorrücken und der Bau neuer Gräben, um die bereits unter Versorgungsmangel leidenden osmanischen Truppen zu umzingeln, die bessere Taktik sei. Letztlich wurde erstere Variante ausgeführt, die sich als fatale Fehlentscheidung erwies.

## Hintergrund

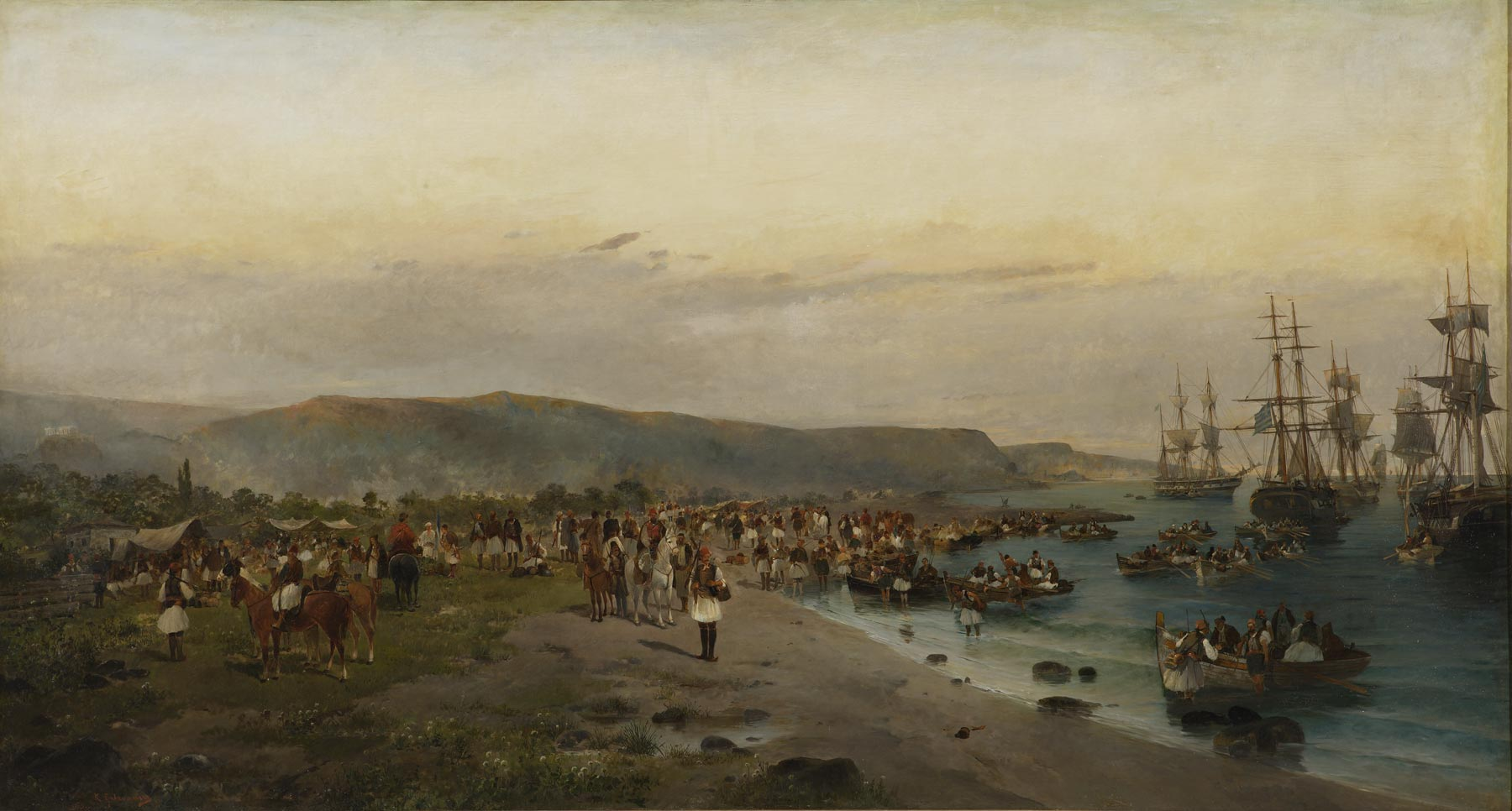
Karaiskakis’ Landung in Phaleron, gemalt von Konstantinos Volanakis

Nach dem Fall von Mesolongi, im April 1826, zog Reşid Mehmed Pascha mit seinen Truppen nach Attika. Anfang August nahm er Athen ein und begann mit der Belagerung der Akropolis, wohin sich die griechische Garnison der Stadt geflüchtet hatte. Nachdem Karaiskakis die Türken in weniger als vier Monaten aus dem zentralen Rumelien vertrieben und griechische Garnisonen an wichtigen Punkten aufgestellt hatte, um die Nachschubwege der Türken zu unterbrechen, kehrte er Ende Februar 1827 nach Attika zurück. Er reorganisierte seine Truppen und rückte, um Resid Pascha wirksam bekämpfen zu können, in geeignete Stellungen vor, besetzte Keratsini und das Kloster Agios Spyridon in Piräus und vereinigte so die Lager Keratsini und Kastella und damit die Front Keratsini-Faliro. Die Strategie von Karaiskakis war bisweilen in Attika erfolgreich. Sein Plan sah vor, Schiffe und Truppen nach Oropos zu schicken, die Versorgung der Türken (die nun von Euböa aus beliefert wurden) abzuschneiden und die Dörfer in Mesogeia zu besetzen, so dass die feindliche Armee in die Schusslinie der Griechen geraten würde.

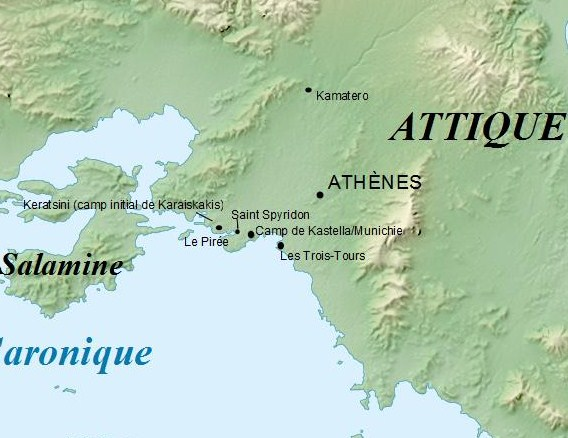
Karte der von der Schlacht betroffenen Orte

Die Dritte Nationalversammlung in Troizina hatte letztlich die Engländer Richard Church und Thomas Cochrane zu den Oberbefehlshabern der Griechen ernannt. Die Engländer trafen Anfang April am Golf von Salamis ein und formulierten ihren Plan: einen sofortigen Angriff auf die Truppen von Resid Pascha und anschließend die Befreiung der Belagerten von der Akropolis. Karaiskakis, der sich der zahlenmäßigen Überlegenheit der türkischen Armee, insbesondere der Kavallerie, bewusst war, widersetzte sich dem englischen Plan und schlug seinen eigenen vor. Schließlich war er gezwungen, dem anderen Plan zuzustimmen, da die Engländer mit dem Abzug drohten und weil nach dem Verrat, den die Griechen an den im Kloster Agios Spyridon festsitzenden Türken begangen hatten, war Karaiskakis den Engländern und ausländischen Philhellenen demütig ausgesetzt. Der endgültige Beschluss lautete also, in zwei Kolonnen zu ziehen: Die westliche Kolonne unter Karaiskakis sollte der Linie Keratsini – Korydallos – Rouf – Metaxourgio folgen, während die östliche Kolonne unter den Anführern Veikos, Drakos, Botsaris, Tzavella, Vassos, Kallergis und Notaras von den "Drei Türmen" (Falirisches Delta) ausgehen und in der weiteren Umgebung von Analatos in Stellung gehen sollte. Die Operation sollte in der Nacht vom 22. auf den 23. April durchgeführt werden. Am Nachmittag des 22. April waren trotz Vereinbarung nicht vorzeitig zu schießen, Schüsse aus einer kretischen Festung zu hören. Die Kreter provozierten damit die Türken und als diese reagierten kam es zu einem ungeplanten Gefecht. Obwohl Karaiskakis schwer krank gewesen sein soll, traf er am Ort des Kampfes ein. Dort wurde er durch eine Kugel im Unterbauch tödlich verletzt. Marschall Karaiskakis verstarb im Morgengrauen des 23. April. Die Moral der Griechen stürzte daraufhin in den Keller. Dennoch bestand Cochrane darauf, dass der Angriff sofort durchgeführt wurde, andernfalls drohte er erneut mit dem Abzug.
Sir Richard Church, der das Kommando über die griechischen Streitkräfte übernommen hat, verschob den Stützpunkt von Piräus an das östliche Ende der Bucht von Falirikos, zu einem Ort namens "Drei Türme" im heutigen Paleo Faliro.
In der Nacht des 23. April 1827 verlegte Church 3000 Mann und neun Kanonen zu dieser neuen Position. Ziel war es, die Akropolis von Athen zu erreichen und die dort belagerten Griechen zu befreien. Thomas Gordon, der die Operation von seinem Schiff Karteria aus beobachtete, nannte das Vorhaben „The Mad Plan“ (Der verrückte Plan), da er es für unmöglich auszuführen hielt.

## Die Schlacht

Der Piräus und die Bucht von Phaleron (Karte 1892 veröffentlicht)

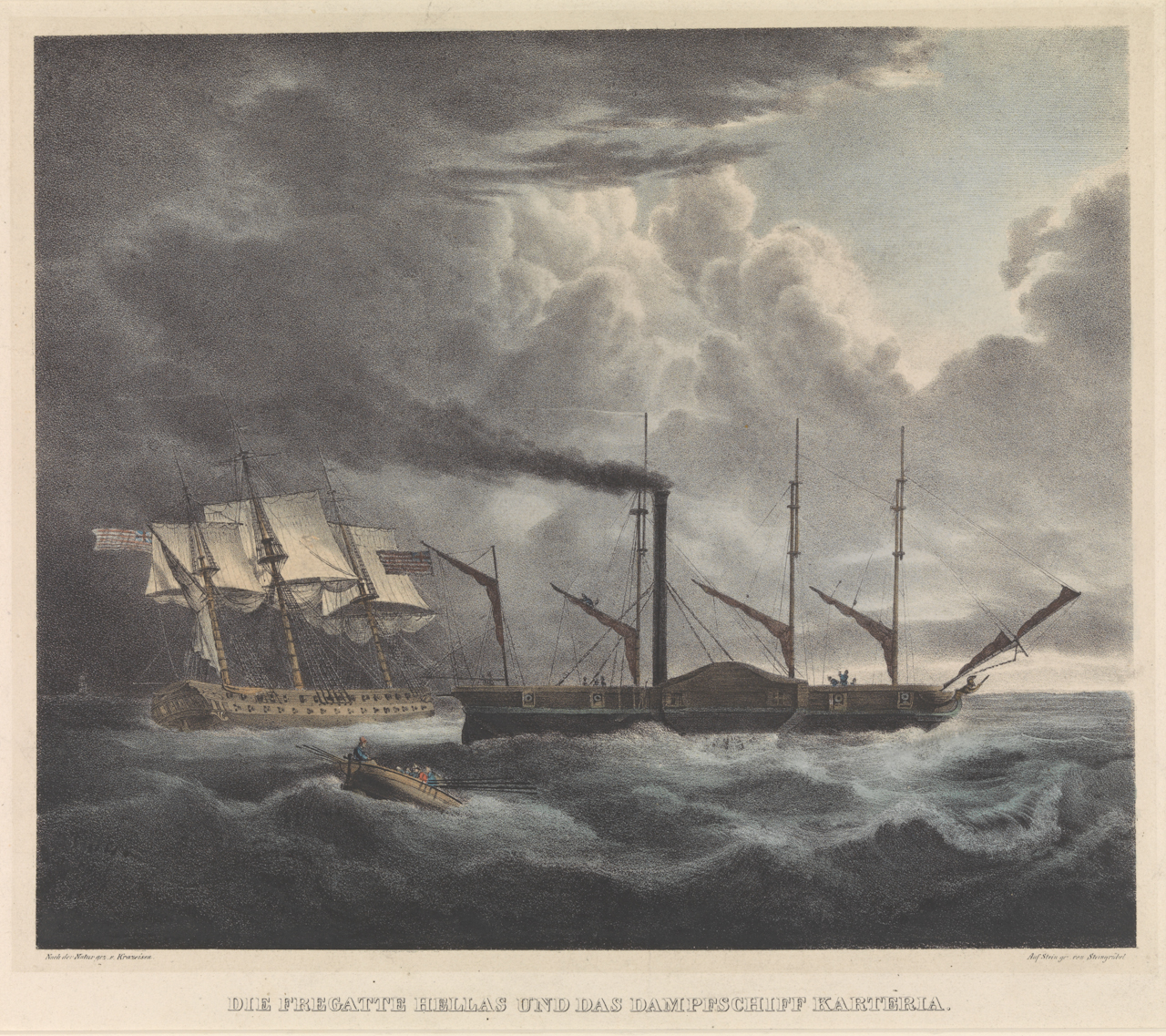
Das Dampfschiff Karteria (auf der rechten Seite), von dem aus die englischen Offiziere den Ausgang der Schlacht beobachteten

Am Morgen des 24. April traf die östliche Einheit, die Truppen der Häuptlinge, mit Makriyannis und den Athenern in der Vorhut, im Gebiet zwischen Faliro - Nea Smyrni - Neo Kosmos ein und versuchte, auf Vorschlag von Makriyannis an wohl ungeeigneten Stellen behelfsmäßige Schützengräben (tabouria) zu bauen. Die westliche Einheit bewegte sich nicht (sie wäre in Position geblieben, um im Notfall eingreifen zu können, wurde aber gleichzeitig durch die nach Keratsini entsandten türkischen Truppen blockiert), die Kavalleriekompanien blieben in Piräus untätig und die Belagerten auf der Akropolis versuchten nicht, wie geplant, einen Rückzug. Resid Pascha, bestürzt über die Entscheidung der Griechen, die Schlacht auf dem offenen Feld der Faliro-Ebene zu riskieren, zog schnell weiter. Die griechischen Truppen bewegten sich in Richtung des heutigen Neo Faliro. Church hatte jedoch das Terrain falsch eingeschätzt und dachte, sie wären außerhalb der Reichweite der türkischen Geschütze. Resid Pascha, der osmanische Befehlshaber, hatte die griechischen Bewegungen beobachtet und plante einen Hinterhalt. Seine Truppen versteckten sich im Flussbett des Ilisos und griffen die Griechen aus einer Entfernung von nur hundert Metern an. Von Patissia aus, wo sich sein Hauptquartier befand, schickte er nun eine schlagkräftige Kavallerie- und Infanterietruppe gegen die Griechen, die die Griechen mit aller Härte angriffen und sie überraschten. Obwohl die ersten Angriffe zurückgeschlagen wurden, hielten die behelfsmäßigen Schützengräben nicht lange stand. Die Griechen kämpften mit allen Kräften, zogen sich aber zurück und wurden von der Vielzahl der Feinde niedergemetzelt. Diejenigen, die sich in den verbliebenen Gräben verschanzt hatten und die drohende Niederlage sahen, flüchteten. Die gesamte griechische Streitmacht war den Türken hilflos ausgeliefert. Die beiden englischen Generäle haben sich vom Land zurück auf das Schiff gezogen.

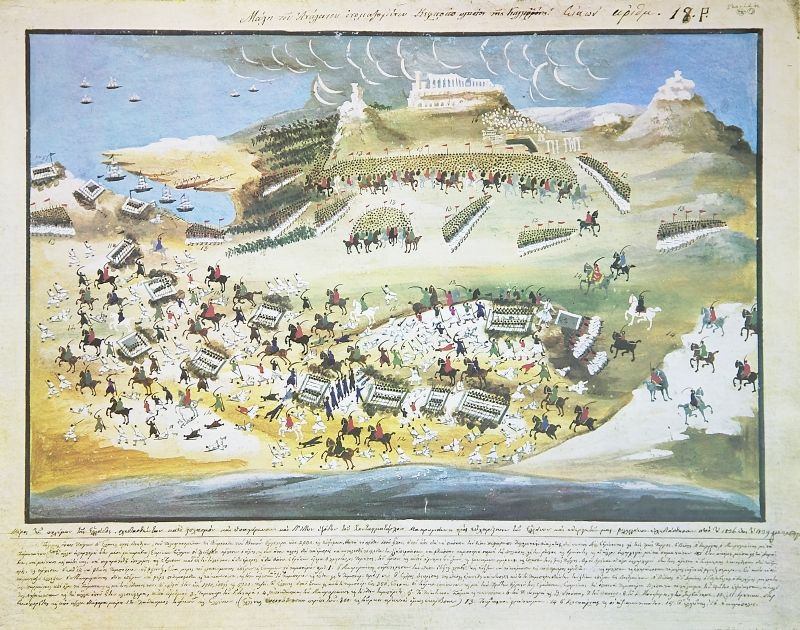
Die Schlacht von Phaleron, gemalt von Panagiotis Zografos unter Belehrung des überlebenden Teilnehmenden der Schlacht, Ioannis Makrygiannis

Die Osmanen überfielen die unvorsichtigen Griechen und verursachten ein Massaker. Die Griechen verloren acht ihrer neun Kanonen und flohen in Richtung Strand. Die Kanonen wurden von Resids Truppen erbeutet und gegen sie eingesetzt. Richard Church und Lord Cochrane hatten die Schlacht vom Schiff aus beobachtet.
Die Schlacht endete für die Griechen in einer vernichtenden Niederlage, vor allem, da sie der türkischen Kavallerie ausgeliefert waren, die die Ebenheit des Geländes ausnutzte und sie bis zum Meer verfolgte. Etwa 1500 bis 2000 Menschen wurden getötet, fast die Hälfte der griechischen Truppen, die meisten von ihnen Soulioten und Kreter. Unter ihnen befanden sich viele hochrangige Anführer wie Ioannis Notaras, Lambros Veikos, Georgios Tzavelas, Athanasios Botsaris, Photios Fotomaras, Georgios Drakos und Oberst Inglesis.
Über das Schicksal des gefangen genommenen Anführers Georgakis Drakos gibt es verschiedene Versionen. In einer Version soll er in Voraussicht der bevorstehenden Folter Selbstmord begangen haben. Nach einer zweiten Version wurde er von den Türken während seiner Überführung nach Euböa getötet. Nach einer dritten Version wurde er von Resid Pascha selbst getötet worden sein, weil er sich über die Worte von Drakos ärgerte. Die 240–250 Gefangenen Soldaten wurden gefoltert und anschließend enthauptet. Die Köpfe der getöteten Gefangenen wurden Sultan Mahmud II. als Beweis des Sieges zugesandt. Der einzige Gefangene, der überlebte war Dimitrios Kallergis, welcher für sein Leben ein „exorbitantes“ Lösegeld gezahlt hat. Ioannis Makriygiannis überlebte die Schlacht und rettete sich vor einer Gefangenschaft nur knapp, „dank seiner schnellen Füße und starken Lungen“.

## Nachwirkungen

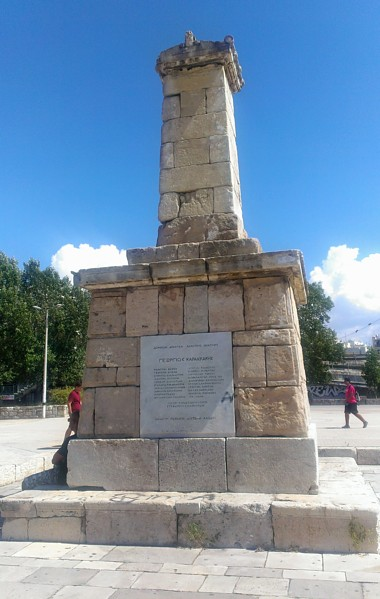
Das Denkmal von Karaiskakis im heutigen Stadtteil von Piräus, Neo Faliro

Die Strategie des Frontalangriffs, auf der die Briten bestanden, erwies sich, wie von Karaiskakis vorhergesagt, als katastrophal und führte zur größten Niederlage der Griechen während der Revolution. Die schlechte Planung des Angriffs und der Mangel an Nachschub führten dazu, dass die Griechen überwältigt wurden und mehr als tausend Tote zu beklagen waren.
Der unglückliche Ausgang der Schlacht sorgte für großen Unmut im griechischen Lager, und es begannen Schuldzuweisungen gegen die Verantwortlichen für die Niederlage.
Die griechische Flotte zog sich auf die Insel Poros zurück. Nachdem die Akropolis eine Zeit lang nach der Schlacht noch in griechischer Hand blieb, war die darin verschanzte Garnison unter Giannis Gouras schließlich doch noch gezwungen, zu kapitulieren und sich am 24. Mai 1827 zu ergeben. Nach der Kapitulation der Akropolis verließen etwa 1500 Menschen, darunter 400 Frauen und Kinder, die Burg. Resid Pascha festigte seine Position und Mittelgriechenland wurde vollständig von den Osmanen unterworfen. Viele Historiker bezeichnen die Schlacht von Analatos als „katastrophale Niederlage“, "Gruppenselbstmord" und als "Ergebnis der britischen Politik, die durch die Neutralisierung der revolutionären Bewegungen in Mittelgriechenland versuchte, die Revolution auf dem Peloponnes einzudämmen".
Heute erinnern einige Straßennamen in Piräus und das Stadtviertel Neo Faliro an die gefallenen griechischen Kämpfer, darunter die Odos Veikou Lambrou, die Odos Notara und die Odos Drakou. Ein einfaches Grabmal erinnert an die Schlacht von Phaleron, das jedoch im Vergleich zum Denkmal von Karaiskakis weniger Beachtung erfährt.